# تپه آسیاب ۱
تپه آسیاب ۱ مربوط به دوره نوسنگی است و در شهرستان کرمانشاه، بخش مرکزی، دهستان دورود فرامان، ۷۰۰ متری کیهان‌شهر، از محله‌های حاشیه‌ای شهر کرمانشاه واقع شده و این اثر در تاریخ ۲۶ اسفند ۱۳۸۷ با شمارهٔ ثبت ۲۵۴۴۴ به‌عنوان یکی از آثار ملی ایران به ثبت رسیده است.

## کاوش‌های باستانشناسی
نخستین دور کاوش در تپه‌های سراب در دهه ۱۳۳۰ آغاز شد، اما چندی بعد متوقف مانده و تکمیل نشد. در تیر ۱۳۹۵ بار دیگر عملیات کاوش در این تپه‌ها از سوی تیمی از باستانشناسان دانشگاه رازی کرمانشاه و دانشگاه کپنهاگ دانمارک آغاز شد که تا اوایل شهریور ادامه داشت. در این دور کاوش اشیای باستانی مانند ابزارهای سنگی، صدف‌های خوراکی، استخوان حیوانات شکار شده مانند گوزن و گاو وحشی مربوط به ۱۳ هزار سال پیش (۱۱ هزار سال پیش از میلاد) کشف شده‌است.